# Тёплое (Тверская область)
Тёплое — деревня в Вышневолоцком районе Тверской области. Относится к Зеленогорскому сельскому поселению.

## География
Через деревню проходит автодорога «Вышний Волочёк—Есеновичи—Кувшиново» (Ржевский тракт). На автомобиле до центра Вышнего Волочка 9 километров, до Зеленогорского 2 километра.
Рядом с деревней проходит магистральный газопровод «Серпухов—Ленинград».

## История
По описанию 1859 года — владельческое сельцо при колодце, насчитывало 11 дворов, в которых проживало 56 жителей (25 мужского пола и 31 женского).

## Население
| 1859 | 2002 | 2010 |
| ---- | ---- | ---- |
| 56   | ↘20  | ↗33  |